# Swiatoj Gieorgij
Swiatoj Gieorgij (ros. Святой Георгий) – rosyjski, a następnie radziecki okręt podwodny włoskiego typu Argonauta. 

## Historia
W 1906 roku rosyjska marynarka wojenna ogłosiła konkurs na mały przybrzeżny okręt podwodny dla Floty Bałtyckiej. W styczniu 1914 r. przedstawiciele włoskiej stoczni FIAT zaprezentowali w Petersburgu ministerstwu wojny ofertę sprzedaży jednego z budowanych w stoczni w La Spezia okrętów – jednostki wiodącej nowego typu. Do Włoch przybyła rosyjska delegacja wojskowa, która zaakceptowała włoską propozycję. Dowódcą okrętu został mianowany por. D. D. Koczietow. 22 lipca 1914 r. okręt spuszczono na wodę. Próby prowadzone przez rosyjskich oficerów zostały wkrótce przerwane z powodu wybuchu I wojny światowej. Władze Włoch zablokowały początkowo wypłynięcie okrętu podwodnego do jednego z francuskich portów, do czego dążyli Rosjanie. Ostatecznie na pocz. października tego roku został on jednak przez włoską załogę doprowadzony na Korsykę. Francuzi wcielili go do swojej floty wojennej. W tej sytuacji pod koniec 1914 r. Włosi zaproponowali Rosjanom wybudowanie innego okrętu podwodnego tego samego typu, do czego doszło pod koniec października 1916 r. Jego dowódcą został por. I. I. Riznicz, który wraz z większością załogi w marcu 1917 r. przybył z Murmańska do La Spezii. Na początku kwietnia tego roku, po zwodowaniu okrętu, nadano mu nazwę „Swiatoj Gieorgij” („Święty Jerzy”). Na początku września okręt przybył do Archangielska, który stał się jego portem macierzystym. Włączono go do Flotylli Północnego Oceanu Lodowatego. Ministerstwo morskie wydało jednak zakaz działań tego typu okrętów na tym obszarze morskim (konstrukcja nie dopasowana do niskich temperatur), dlatego „Swiatoj Gieorgij” wiosną 1918 r. miał zostać skierowany na Morze Bałtyckie. Nie doszło jednak do tego ze względu na wypadki rewolucyjne i rozkład armii carskiej. Od lutego 1918 r. okręt wchodził w skład bolszewickiej floty wojennej. Dowodził nim wówczas W. E. Łuzanow. Po zajęciu Archangielska przez alianckie wojska interwencyjne w połowie sierpnia tego roku, okręt podwodny przejęli Biali. Wiosną 1919 r. dowództwo objął por. P. I. Łazarewicz-Sziepieliewicz. W listopadzie tego roku okręt przepłynął do Murmańska. Po zajęciu miasta przez wojska bolszewickie pod koniec lutego 1920 r., wszedł w skład Czerwonej Floty Wojennej pod nazwą „Kommunar”. Latem 1920 r. w stoczni w Archangielsku przeszedł remont i otrzymał 2 karabiny maszynowe. Latem 1921 r. ponownie pojawił się plan przeniesienia okrętu na Bałtyk, ale z powodu złego stanu technicznego został on zakonserwowany w porcie wojennym w Archangielsku. Na początku czerwca 1924 r. spisano go ze stanu. Przez kilka lat służył jeszcze w roli pontonu dla podnoszenia z dna zatopionych okrętów, po czym w lipcu 1924 r. pocięto go na złom.